# Estadio Municipal de Naranjo
El Estadio Municipal de Naranjo es un estadio ubicado en Naranjo, Costa Rica. Su sede es utilizada por AD Rosario.